# Дюфюр (град, Орегон)
Дюфюр (на английски: Dufur) е град в окръг Уаско, щата Орегон, САЩ. Дюфюр е с население от 588 жители (2000) и обща площ от 1,5 km². Намира се на 410 m надморска височина. ЗИП кодът му е 97021, а телефонният му код е 541.